# Sanakht
Sanakht (còn được đọc là Hor-Sanakht) là một vị vua Ai Cập (pharaon) thuộc vương triều thứ ba của thời kỳ Cổ Vương quốc. Vị trí của ông trong biên niên sử lại rất không chắc chắn. Nhiều nhà Ai Cập học đã đồng nhất Sanakht với tên đồ hình Nebka dưới thời Ramsses. Tuy nhiên, điều này vẫn đang nằm trong vòng tranh cãi, bởi vì không có bất cứ tước hiệu hoàng gia nào khác của vị vua này được tìm thấy trong các nguồn tài liệu cổ đương thời hoặc sau này. Chỉ có hai mảnh phù điêu khắc họa hình ảnh của Sanakht còn tồn tại tới ngày nay, chúng đều có nguồn gốc đến từ Wadi Maghareh ở bán đảo Sinai.

## Danh tính
Danh tính của Sanakht và vị trí của ông nằm trong biên niên sử của vương triều thứ ba hiện vẫn chưa rõ ràng và nó vẫn đang là chủ đề của các cuộc tranh luận. Mặc dù sự tồn tại của Sanakht đã được chứng thực nhờ vào các mảnh dấu vỡ được tìm thấy trong lăng K2 và từ một bức tranh vẽ, các khám phá khảo cổ gần đây tại Abydos đã giúp phủ nhận giả thuyết về việc ông là vị vua đã sáng lập nên vương triều thứ ba theo như các ghi chép của Manetho và cuộn giấy cói Turin. Những khám phá này đã giúp chứng minh rằng Djoser mới là người đã tiến hành an tàng và kế vị vua Khasekhemwy chứ không phải là Sanakht. Điều này có được là nhờ vào những dấu triện được tìm thấy ở lối vào ngôi mộ của Khasekhemwy, chúng đều khắc tên của Djoser

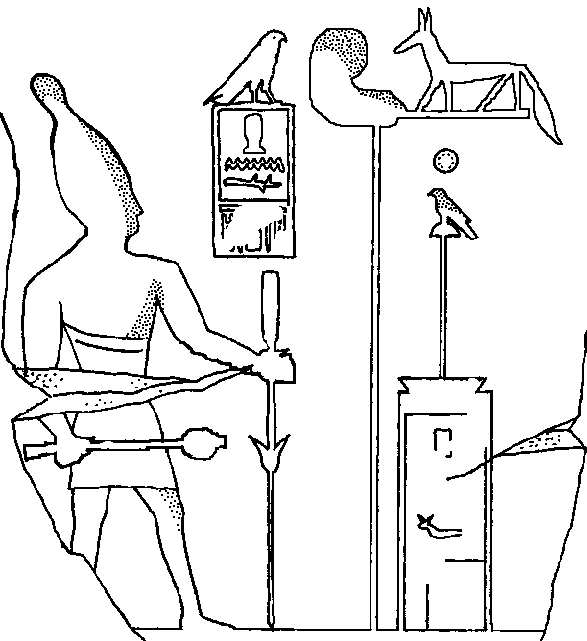
Phù điêu miêu tả vua Sanakht tại Wadi Maghareh.

Tuy nhiên, những người ủng hộ giả thuyết cũ vẫn cho rằng Sanakht chính là người đã sáng lập nên vương triều thứ ba, những bằng chứng về việc dấu triện của Djoser được tìm thấy trong ngôi mộ của Khasekhemwy chỉ đơn giản là nhằm để tôn vinh vị vua này và không nhất thiết phải ngụ ý rằng Djoser chính là người đã trực tiếp kế vị Khasekhemwy. Sanakht có thể đã cưới nữ hoàng Nimaethap, và Nimaethap cũng có lẽ chính là con gái của Khasekhemwy hơn là vợ của ông ta. Họ có thể là cha mẹ của Djoser. Ngoài ra, một số người còn cho rằng Sanakht là anh trai của Djoser.
Các nhà Ai Cập học như Toby Wilkinson, Stephan Seidlmayer, Kenneth Kitchen và Rainer Stadelmann đồng nhất Sanakht với tên gọi "Nebka", một tên gọi xuất hiện trong các bản danh sách vua thời Ramesses. Giả thuyết này dựa trên bằng chứng đến từ một mảnh dấu vỡ mà trên đó còn lưu giữ lại được phần dưới của một đồ hình. Trong đồ hình này, Wilkinson cùng Seidlmayer và Stadelmann đều quan sát thấy vết tích còn lại của ký tự Ka, giống với phần cuối của tên gọi "Nebka". Tương tự như vậy, Dietrich Wildung cũng ủng hộ quan điểm đồng nhất Nebka với Sanakht, mặc dù vậy ông ta lại nghi ngờ về độ chính xác của con dấu này bởi vì nó đã bị hư hỏng nặng và không thể đọc được dòng chữ "Nebka" trong đồ hình một cách chắc chắn.
John D. Degreef, Nabil Swelim và Wolfgang Helck đều chống lại quan điểm cho rằng Nebka chính là Sanakht. Họ dựa vào thực tế đó là tên gọi "Nebka" lại không được chứng thực trên bất kỳ tượng đài nào cũng như trong bất kỳ ghi chép nào có niên đại trước thời Djoser. Thay vào đó, Nabil Swelim lại đồng nhất Nebka với tên Horus là Khaba. Ông ta còn tiếp tục đồng nhất Sanakht với vị vua Mesochris vốn được Manetho đề cập tới, và xem đây chính là cách viết thụy hiệu theo tiếng Hy Lạp của vua Sanakht. Ông ta còn xác định triều đại của Sanakht nằm xen giữa triều đại của vị vua thứ bảy và thứ tám của vương triều thứ 3.
Jürgen von Beckerath, Wolfgang Helck, Dietrich Wildung và Peter Kaplony còn đưa ra giả thuyết cho rằng tên horus của Sanakht cũng chính là tên horus của Horus Sa, và nhìn nhận tên gọi "Sa" như là một cách gọi tắt của tên gọi "Sanakht".
Tên của Sanakht cũng từng được các nhà Ai Cập học như Ernest Wallis Budge đọc là "Hen Nekht". Ngày nay, cách đọc tên này không còn được sử dụng nữa; Ngày nay tên của ông thường được đọc là "Sanakht" hoặc đôi khi là "Nakht-Sa".

## Triều đại

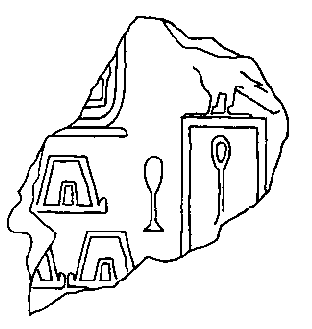
Mảnh dấu vỡ có serekh của Sanakht đến từ lăng K2 tại Beit Khallaf.

Thời điểm chính xác khi mà Sanakht lên ngôi vua chưa được biết rõ. Không giống như Djoser, chỉ còn rất ít các hiện vật còn sót lại đến ngày nay mà có niên đại thuộc về triều đại của ông, điều này tạo nên một sự nghi ngờ lớn đối với con số 18 năm trị vì được Manetho và bản danh sách vua Turin đưa ra. Mặt khác, bản danh sách vua Turin và những ghi chép của Manetho lại cách xa thời điểm tồn tại của vương triều thứ 3 tới một và hai nghìn năm, và vì thế chúng có thể chứa một số dữ kiện không chính xác hoặc không đáng tin cậy. Chẳng hạn như bản danh sách vua Turin đã được chép lại trên giấy papirus dưới triều đại của vua Ramesses II, người đã trị vì Ai Cập trong giai đoạn từ năm 1279-1213 trước Công nguyên.
Rất ít các sự kiện diễn ra dưới triều đại của Sanakht được biết đến. Nhờ vào việc tìm thấy các bức phù điêu miêu tả nhà vua ở Wadi Maghareh tại Sinai cùng với của những vị vua khác như Djoser và Sekhemkhet cho thấy một sự hiện diện quan trọng của người Ai Cập tại đó dưới vương triều thứ ba.

## Lăng mộ

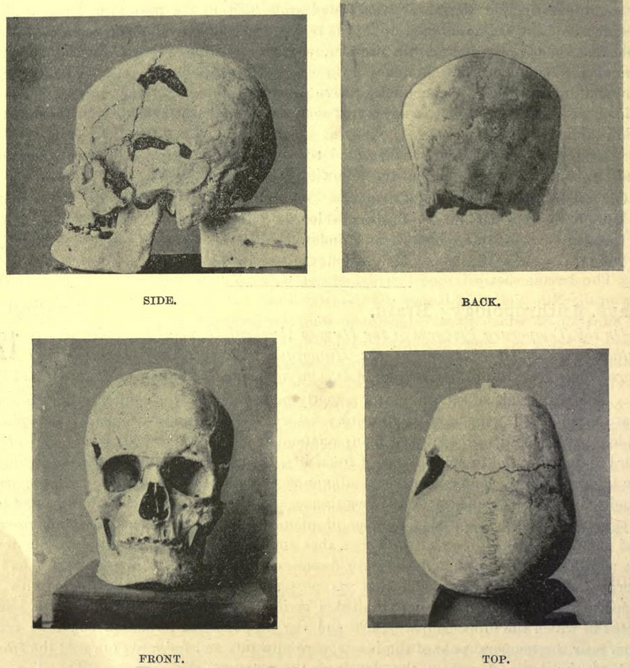
Hộp sọ được cho là của Pharaon Sanakht từ lăng K2 tại Beit Khallaf.

Vị trí lăng mộ của Sanakht vẫn chưa được xác định một cách chắc chắn. Các nhà khảo cổ đã từng nghĩ rằng lăng mộ của Sanakht chính là lăng K2 ở Beit Khallaf bởi vì các cuộc khai quật được tiến hành ở đó đã tìm thấy những mảnh phù điêu vỡ mang tên của ông. Tuy nhiên, một số nhà Ai Cập học ngày nay cho rằng mastaba này là nơi dùng để an táng một vị quan lớn của triều đình, một hoàng tử hoặc hoàng hậu hơn là của một pharaoh , trong khi một số khác vẫn tiếp tục ủng hộ giả thuyết ban đầu.
Ở lăng này, các nhà khảo cổ học đã tìm thấy di hài của một người đàn ông cao khoảng 1,87m (1870mm). Theo Charles S. Myers, người này có tầm vóc cao hơn đáng kể so với chiều cao trung bình 1.67m (1670mm) của người Ai Cập cổ. Hộp sọ cũng to và rộng hơn. Mặc dù chỉ số sọ của ông có độ rộng bất thường và gần giống như kiểu đầu ngắn, tỷ lệ xương dài của ông lại giống với của những cư dân vùng nhiệt đới và cũng giống với hầu hết những người Ai Cập cổ đại khác; Đặc biệt là giống với những người thuộc thời kỳ tiền triều đại. Tuy nhiên, về mặt tổng thể hộp sọ của ông lại có nhiều đặc điểm tương đồng với hộp sọ của người Ai Cập thuộc thời kỳ triều đại hơn. Vì thế, các nhà khảo cổ học đã liên tưởng điều này với một giai thoại được Manetho nhắc đến kể về một vị vua trị vì vào cuối giai đoạn vương triều thứ hai, có tên là Sesochris, vị vua này được mô tả là cao lớn khác thường. Ngoài ra, nhà Ai Cập học Wolfgang Helck còn đưa ra một giả thuyết khác: lăng mộ của Sanakht là một công trình nằm trong phức hợp kim tự tháp của Djoser và nó vẫn chưa được hoàn thiện.